# حزاز مسطح
الحزاز المسطح (بالإنجليزية: LICHEN PLANUS)‏ هو مرض جلدي أو طفح جلدي مزمن، غير وراثي، وغير معد، وله أشكال عديدة، وهو يصيب الجلد ويسبب تساقط الشعر والصلع الدائم (الصلع الندبي) على فروة الرأس، كما أنه قد يصيب الأظافر والأغشية المخاطية. ويتميز هذا المرض بمناطق محددة مرتفعة عن الجلد بعضها صغير المساحة تسمي حطاطات (papules)، وبعضها أكبر مساحة تسمي لويحات (plaques). وهذه الحطاطات واللويحات تتميز بأنها مضلعة وسطحها مفلطح ولونها بنفسجي، كما أنه تكون هناك على سطحها قشيرات بيضاء في تشكيل شبكي يسمي شبكيات ويكهام (Wickham striae). وسبب هذا المرض غير معروف، ولكنه يعتقد أنه نتيجة لاضطراب مناعي غير معروف السبب. ولا يوجد علاج له، ولكن العديد من الأدوية والعلاجات يمكن لها السيطرة على أعراضه.

## أنواع الحزاز المسطح
يسمي الحزاز المسطح في اللغة العربية بالحزاز بسبب بقعة التي تسبب الألم للشخص المصاب في حين يسمي الحزاز المسطح في اللغة الإنجليزية ب (lichen planus) بسبب بقعة التي تشبه بعض أنواع الفطريات (lichens)، وتنقسم أنواعه بحسب مكان وجودها أو بحسب شكلها إلي:

### أنواع الحزاز المسطح بحسب مكان وجودها
ينقسم الحزاز المسطح بحسب مكان وجوده إلى نوع «جلدي» يصيب الجلد وفروة الرأس والأظافر؛ ونوع «مخاطي» يصيب الأغشية المخاطية في الفم والبلعوم وفتحة الشرج والأعضاء التناسلية للذكور والإناث.

### أنواع الحزاز المسطح بحسب شكلها
ينقسم الحزاز المسطح بحسب شكله إلى أنواع كثيرة، أهمها: الحطاطي (papular)، والحلقي (annular)، والخطي (linear)، والمتضخم (hypertrophic)، والضامر (atrophic)، والفقاعي (bullous)، والشمسي (actinic)، والمتقرح (ulcerative)، والمبقع (pigmented)، والبصيلي (follicular).

## أعراضه
على الرغم من أن الحزاز المسطح له أنواع كثيرة فإن أكثر الأنواع شيوعا هو النوع الحطاطي الذي يبدأ بظهور حطاطات في منطقة محدودة من الجلد مصحوبا بحكة قد تكون شديدة في أحيان كثيرة. وهذه الحطاطات تتميز بأنها مضلعة وسطحها مفلطح ولونها بنفسجي، كما أنه تكون هناك على سطحها قشيرات بيضاء في تشكيل شبكي يسمي شبكيات ويكهام (Wickham striae). وقد تتسع هذه الحطاطات لتصبح لويحات (plaques). ويمكن للحزاز المسطح أن يتراجع حتى بدون علاج ولكن في هذه الأحوال يترك بقع غامقة قد تتلاشي بمرور الوقت.

### الحزاز المسطح الجلدي
وهذا النوع قد يصيب:
- الوجه والرقبة والساعدين واليدين (ظاهرهما والكفين) والساقين والقدمين (ظاهرهما وباطنهما) والصدر والبطن والظهر. وهذا النوع منتشر في بلاد الشرق الأوسط وخاصة في وقت الربيع والصيف مما يوحي بأن أشعة الشمس لها دور فعال.
- الأظافر المصابة بهذا المرض يظهر عليها شقوق ونتوءات خطية طويلة وأحيانا متعرجة، كما أن صفحة الظفر قد تترقق وتنحف حتى تكاد تختفي وتستبدل بطبقة رقيقة من الجلد، وفي أحيان أخرى قد تغلظ صفحة الظفر وتكون سميكة جدا، وأحيانا قد تظهر بقع غامقة تحت الظفر.
- الشعر وخصوصا في فروة الرأس قد يصاب بالحزاز المسطح وفي هذه الحالة يسبب تساقط الشعر والصلع الدائم (الصلع الندبي) نتيجة لتدمير بصيلات الشعر في المنطقة المصابة. وهذا النوع يطلق عليه اسم الحزاز المسطح الشعري (lichen planopilaris).
- أنواع غير مألوفة مثل الحزاز المسطح الفقاعي (lichen planus pemphigoides) حيث تظهر فقاعات علي سطح حطاطات الحزاز المسطح العادي أو فقاعات جديدة علي سطح الجلد؛ ومثل رد فعل الحزازي (lichenoid reaction or lichenoid eruption or lichenoid lesion) فإنه نوع مكتسب مماثل أو متطابق لمرض الحزاز المسطح سواء في المظهر السريري بالعين المجردة أو في مظهر الأنسجة أو تحت المجهر. وهذان النوعان قد يمثلان نوعان من الحزاز المسطح ذاته أو مزيج من الحزاز المسطح وأمراض أخرى

.

### الحزاز المسطح المخاطي
وهذا النوع قد يصيب:
- الغشاء المخاطي للفم وهناك له ستة أشكال هي: الشبكي (reticular) والتقرحي (erosive or ulcerative) والحطاطي (papular) وشبيه اللويحي (plaque-like) والضامر (atrophic) والفقاعي (bullous). وهذه الأشكال غالبا ما يتواجد منها أكثر من شكل واحد في فم الشخص المصاب. أكثر مكان عرضة للإصابة هو داخل الخد من الناحيتين، ولكن أي مكان في الفم قد يصاب مثل اللسان أو داخل الشفتين أو اللثة. وهذه الإصابة قد تسبب الإحساس بلسعة أو حتي ألم عند بعض الناس عند تناول شراب أو طعام حمضي أو حراق وخصوصا مع الأنواع التقرحية أو الضمورية (ulcerative or atrophic). كما يمكن حدوث نزيف مع أقل إصابة مثل أثناء تنظيف الأسنان بالفرشاة. وكما في حالة الحزاز المسطح الجلدي فإن الحزاز المسطح المخاطي في الفم قد يتراجع حتى بدون علاج ولكن قد يترك بقعا غامقة.
- الغشاء المخاطي للأعضاء التناسلية للذكور علي حشفة القضيب أو جلد كيس الصفن؛ وللإناث علي الفرج أو المهبل. وفي هذه الحالات قد تؤدي إلى أعراض مسالك بولية سفلي بسبب تضييق مجري البول، أو إلى جماع مؤلم أو إلى حكة شديدة وألم.

## أسبابه
وأسباب الحزاز المسطح غير معروفة ولكن هناك نظريات عما يمكن أن يكون السبب مثل:
- اضطراب الجهاز المناعي للشخص المصاب بحيث تهاجم خلايا CD8+ T النشطة خلايا الجلد أو الغشاء المخاطي التي تكون قد استهدفت بمستضات (antigens) أجنبية. وأيضا زيادة إفراز البروتين ICAM-1 والمواد الخلوية (cytokines) الأخرى المصحوبة بنشاط خلايا T-helper 1 قد تكون من مسببات هذا المرض.
- التهاب الكبد الوبائي من فئة C أيضا قد وجد مصاحبا للحزاز المسطح في 40% من الحالات.
- الضغط النفسي والإرهاق العصبي وخصوصا القلق والاكتئاب قد وجد في أكثر من تقرير علمي مصاحبا للحزاز المسطح المخاطي في الفم. وبالرغم من عدم وجود دليل علي السببية بينهما فإن هذه المصاحبة يستبعد أن تكون عن طريق الصدفة.
- بعض الأدوية مثل مضادات الالتهاب غير الستيرويدية (non-steroidal anti-inflammatory drugs; NSAID)، موقف-بيتا (beta blockers)، وبعض مثبطات الإنزيم المحول للأنجيوتنسين (ACE inhibitors) قد تسبب الحزاز المسطح المخاطي في الفم؛ وأيضا بعض مواد حشو الأسنان ومعاجين الأسنان التي تحتوي علي السينامات (cinnamates) قد تسببه.

## تشخيصه
وتشخيص هذا المرض عادة ما يكون سهلا بالنسبة للأخصائي بعد أخذ تاريخ المرض من المصاب به وإجراء كشف إكلينيكي كامل، ولكن أحيانا يلجأ الأخصائي لأخذ خزعة (biopsy) من الجلد أو من الغشاء المخاطي لتأكيد التشخيص واستبعاد احتمالات أخرى مثل الأمراض الفقاعية المختلفة أو سرطان الفم. وفي حالة الشك بأن الحزاز المسطح المخاطي في الفم هو نتيجة حساسية من حشو الأسنان أو معاجين الأسنان فينصح بعمل اختبارات حساسية لتأكيد أو استبعاد ذلك.

## نسيجياته المرضية (histopathology)
وتتميز السمات النسيجية المرضية (histopathology) للحزاز على أساس وجود تضخم غير منتظم لطبقات الجلد العليا (epidermis) وأجسام غرينيه (colloid bodies) حولها مع تدمير الطبقة القاعدية. وفي الأدمة العليا (upper dermis) يتكون شريط حزازي (lichenoid band-like) من الخلايا الليمفاوية (lymphocytes) والخلايا الهيستية (histiocytes).

## علاجه
لا يوجد علاج شافي للحزاز المسطح، ولكن العديد من الأدوية والعلاجات يمكن لها السيطرة على أعراضه مثل:
- الكورتيزون الكورتيكوستيرويدي (corticosteroids) الذي غالبا ما يستخدم موضعيا ككريم أو مرهم وأحيانا بتناوله كأقراص بالفم لمدة محدودة.
- مثبطات المناعة (immunosuppressants) مثل سيكلوسبورين (ciclosporin) وأزاثيوبرين (azathioprine) وسالفاسالازين (sulfasalazine)؛ وهذه الأدوية لا تؤخذ إلا بواسطة أخصائي أو استشاري وفي حالات خاصة ومحدودة.
- شبيهات فيتامين أ (retinoids) مثل كبسولات الأسيتريتين (acitretin) التي تؤخذ بالفم لمدة محدودة.
- المعالجة بالأشعة فوق البنفسجية "ب“ (narrow-band UVB) أو بالأشعة فوق البنفسجية "أ" مع أقراص سورالين (PUVA therapy) إذا كان الحزاز المسطح منتشرا في أنحاء كثيرة من الجلد.
- مثبطات كالسينيورين (calcineurin inhibitors) الموضعية مثل تاكروليماس (tacrolimus) وبيماكروليماس (pimecrolimus) وخصوصا في حالات الحزاز المسطح المخاطي في الفم.

## مآل مسار المرض (prognosis)
وإذا لم يعالج الحزاز المسطح الجلدي فإن المآل المتوقع لمسار المرض هو التراجع في غضون ستة أشهر إلى سنة بلا مضاعفات إلا ترك بقع غامقة قد تزول بمرور الوقت إلا غي حالة النوع المتضخم (hypertrophic) الذي قد يستمر لعدة سنوات إذا لم يعالج. وهذا خلافا للحزاز المسطح المخاطي في الفم الذي عادة ما يستمر لسنوات عديدة وعلاجه صعب وحتي حين يستجيب للعلاج فإن انتكاساته كثيرة ومتوقعة. وأيضا من أوجه الخلاف بينهما أن خطر التحول إلى ورم سرطاني موجود في حالة الحزاز المسطح المخاطي في الفم وغير موجود في حالة الحزاز المسطح الجلدي.هناك اختلاف كبير وعدم توافق بين الدراسات حول نسبة تحول الحزاز المسطح المخاطي في الفم إلى ورم سرطاني. دراسة حديثه تحدثت عن مانسبته 0، 44٪؜ من المرضى يتطور المرض لديهم إلى ورم سرطاني. على الرغم من ذلك، هناك دراسات تحدث عن مانسبته 2٪؜. ولهذا السبب ينصح مرضي الحزاز المسطح المخاطي في الفم أن يتجنبوا العادات التي تزيد من خطر حدوث الورم السرطاني مثل التدخين وشرب الكحول، كما ينصح بأن يزوروا الطبيب المعالج دوريا كل 6-12 شهر.